# Tecla de função

Layout de teclado de 102 teclas para PC, padrão inglês estadunidense com as teclas de função em laranja.

Uma tecla de função é uma tecla num teclado de um computador ou terminal que pode ser programada de modo a realizar uma determinada ação quando pressionada. Em alguns teclados/computadores, teclas de função podem ter ações-padrão definidas na inicialização do sistema.

Teclas de função num terminal podem gerar sequências curtas e fixas de caracteres, frequentemente começando com o caractere ESC (ASCII 27), ou os caracteres que geram podem ser configurados enviando sequências especiais de caracteres ao terminal. Num teclado-padrão de computador, as teclas de função podem gerar um código fixo, de um único byte, fora da faixa normal ASCII, a qual é traduzida em alguma outra sequência configurável pelo driver de teclado ou diretamente interpretada por um aplicativo. Teclas de função podem ter (abreviaturas de) ações-padrão impressas sobre e/ou próximas delas, ou ostentar as designações mais comuns de "F-número" (F13, F4... etc).